# Faustino Echavarría
Faustino Echavarría fue un general dominicano nacido en la provincia de Hato Mayor, prócer de la independencia de la República Dominicana en la Guerra de la Restauración frente a España.
En junio de 1904 fue nombrado Comisario Municipal de la ciudad de Hato Mayor del Rey, además fue Síndico Municipal en diciembre de 1904 y años después, en enero de 1907 ejerció el cargo.
En abril de 1910 fue Presidente del Ayuntamiento y el 2 de agosto de 1914 fue Jefe Comunal Interino. Dispuso la construcción de un parque de recreo en la plazoleta de la iglesia a la cual fue bautizada con el nombre de Mercedes de la Rocha y Coca, en enero de 1918.
- Datos: Q5856783